# 하오마
하오마(Haoma)는 조로아스터교에서 제사를 지낼 때 이용하는 술이다. 하오마는 아베스타어 형태인데, 팔라비어 에서는 홈(Hōm), 현대 페르시아어에서는 흠(Hūm)이라고 한다. 이 이름은 인도 신화의 소마에 해당하는데, 그래서 인도·이란 공통 시대까지 거슬러 올라가는 오래된 믿음에 근거한 것임을 알 수 있다.
하오마 풀을 짜 만든 술이라고 전해지지만, 실제 하오마 풀은 어떤 것인지 알려지지 않고, 의식에서는 석류 가지 등으로 대체되고 있다. 조로아스터 교에서 술은 악마의 음료이며, 악신 아에슈마에 속한다고 설명한다. 그러나 이 하오마 만큼은 신성한 술로 특별시되고 아샤·와히슈타에 속하는 것으로 알려졌다. 또한 하오마는 신격화된 중급 신 야자타로 분류되어있다. 이 신은 생명력을 활성화시키는 힘을 가지고 신체를 건강하게하고 죽음을 멀리하며 자손 번영을 담당한다. 금색의 신체를 가지고 높은 산 정상에 산다.

## 같이 보기
- 생명나무